# أوفي سوكو
أوفي سوكو (بالإنجليزية: Ovie Soko)‏ مواليد 7 فبراير 1991 في لندن، هو لاعب كرة سلة بريطاني. بدأ مسيرته الاحترافية في سنة 2014. يلعب مع سي بي مورسيا كلاعب وسط. يحمل الرقم 0. يبلغ طوله 6 قدم 7 بوصة (2.0 م). لعب مع نيو باسكت برينديزي في ليغا باسكيت الدرجة الأولى.

## روابط خارجية
- أوفي سوكو على موقع الدوري الأوروبي لكرة السلة (الإنجليزية)
- أوفي سوكو على موقع الدوري الإسباني لكرة السلة (الإسبانية)
- أوفي سوكو على موقع كرة السلة الأوروبية.كوم (الإنجليزية)
- أوفي سوكو على موقع DraftExpress.com (الإنجليزية)
- أوفي سوكو على موقع كلية كرة السلة في سبورتس رفرنس.كوم (الإنجليزية)
- أوفي سوكو على موقع ريلجم (الإنجليزية)
- أوفي سوكو على موقع بروبوليرز (الإنجليزية)
- أوفي سوكو على موقع سبورتس رفرنس (الإنجليزية)